# آئونو
آئونو (به انگلیسی: Aunu'u) یک جزیره در ایالات متحده آمریکا است که در ساموآی آمریکا واقع شده‌است.

## خصوصیات
آئونو ۱٫۵۱۷ کیلومترمربع مساحت و ۴۴۳ نفر جمعیت دارد.